# 7-й танковый корпус (вермахт)
7-й танковый корпус (нем. VII. Panzerkorps) — оперативно-тактическое объединение сухопутных войск нацистской Германии в период Второй мировой войны.

## История корпуса
Создан 18 декабря 1944 года на основе штаба 49-й пехотной дивизии. В январе 1945 года — в Восточной Пруссии. В феврале 1945 года — в Западной Пруссии.

## Состав корпуса
В январе 1945:
- 24-я танковая дивизия
- Моторизованная дивизия «Великая Германия»
- 18-я добровольческая моторизованная дивизия СС «Хорст Вессель»
- 23-я пехотная дивизия
- 299-я пехотная дивизия

В марте 1945:
- 7-я танковая дивизия
- 4-я полицейская моторизованная дивизия СС

## Командующий корпусом
- Генерал танковых войск Мортимер фон Кессель